# Абдулла бин Нассер бин Абдулла Аль Ахмед Аль Тани
Абдулла бин Нассер бин Абдулла Аль Ахмед Аль Тани (араб. الشيخ عبد الله بن ناصر بن عبد الله الأحمد آل ثاني‎; родился 29 сентября 1969) — катарский бизнесмен. Он был назначен неисполнительным членом совета директоров катарского банка Doha Bank 3 июня 1996 года, также он является членом совета «Nasser Bin Abdulla & Sons Group». Шейх Абдулла — член правящего дома Катара Аль Тани, являясь дальним родственником ныне правящего эмира Катара Тамима бин Хамада Аль Тани. Абдулла — в настоящее время владелец испанского футбольного клуба «Малага».

## Семья
Согласно сайту правящего дома Катара шейх Абдулла — правнук Ахмеда бин Мухаммеда Аль Тани, брата эмира Джасима бин Мухаммада ат-Тани и сына хакима Мухаммеда бин Тани. Отец шейха Абдуллы Нассер бин Абдулла бин Ахмед Аль Тани был главой «Nasser bin Abdulla & Sons Group», а после его смерти в 1990 году руководство этой группы перешло по наследству к сыну Абдулле.

## Спортивная деятельность
В июне 2010 года шейх Абдулла приобрёл футбольный клуб «Малага» у Лоренсо Санса, чей сын Фернандо Санс был президентом клуба в это время. Озвученная сумма сделки составила €36 миллионов.
Шейх Абдулла является членом совета директоров Катарской федерации конного спорта.